# Кім Со Ра
У цьому корейському імені прізвище (Кім) стоїть перед особовим ім'ям.
Кім Со Ра (кор. 김서라, 金서라, Gim Seo-ra, Kim Seo-ra, 23 лютого 1993) — корейська біатлоністка, учасниця чемпіонатів світу з біатлону та кубка світу.

## Кар'єра в Кубку світу
- Дебют в кубку світу — 11 грудня 2010 року в естафеті в Гохфільцині — 19 місце.

## Виступи на чемпіонатах світу
| Рік  | Міце проведення | Інд | Спр | Пр | МС | Ест | ЗМ |
| 2011 | Ханти-Мансійськ | 93  | 97  |    |    | 19  | 26 |

## Статистика стрільби
| № п/п | Сезон     | Загальна      | Індивідуальна гонка | Спринт        | Гонка переслідування | Мас-старт  | Естафета      |
| ----- | --------- | ------------- | ------------------- | ------------- | -------------------- | ---------- | ------------- |
| 1     | 2010-2011 | 57,3% (47/82) | 30,0% (6/20)        | 80,0% (16/20) | 0,0% (0/0)           | 0,0% (0/0) | 59,5% (25/42) |

## Статистика
У таблиці наведено статистику виступів біатлоніста в Кубку світу.
- Місця 1–3: кількість подіумів
- Чільна 10: кількість фінішів у першій десятці
- В очках: кількість виступів, на яких біатлоніст здобував очки
- Старти: кількість стартів
- Естафета: включно зі змішаною

| Місця                              | Індивід. | Спринт | Персьют | Мас-старт | Естафета | Разом |
| ---------------------------------- | -------- | ------ | ------- | --------- | -------- | ----- |
| 1                                  |          |        |         |           |          |       |
| 2                                  |          |        |         |           |          |       |
| 3                                  |          |        |         |           |          |       |
| Чільна 10                          |          |        |         |           |          |       |
| В очках                            |          |        |         |           |          |       |
| Стартів                            | 1        | 2      |         |           | 4        | 7     |
| Станом на: кінець сезону 2010/2011 |          |        |         |           |          |       |

## Виноски
1. ↑  В дужках наведена кількість влучних пострілів та загальна кількість пострілів. В статистиці стрільби рахуються постріли, які здійснив біатлоніст на етапах кубка світу та чемпіонаті світу